# Paratrachea
Paratrachea is een geslacht van vlinders van de familie uilen (Noctuidae), uit de onderfamilie Hadeninae.

## Soorten
- P. laches Druce, 1889
- P. viridescens Barnes & McDunnough, 1918